# Bel Olid
Isabel Olid Báez (Mataró, 4 de outubro de 1977) é uma escritora e tradutora catalã, conhecida como Bel Olid.

## Trajetória profissional
Bel Olid dedica-se à docência, à tradução e à escritura. É professora de Didática da Língua e a Literatura e das Ciências Sociais à Universidade Autònoma de Barcelona (UAB). Como tradutora traduziu do alemão, o inglês, o francês, o italiano e o castelhano.
É a presidenta da Associação de Escritores em Língua Catalã.
Em 2017 apresentou-se às eleições ao Parlamento de Catalunha para a Candidatura d'Unitat Popular (CUP).

### Atividade literária
Publicou o seu primeiro livro em 2009, Crida ben fort, Estrela!. Dois anos depois, publicou mais duas obras.
No ano seguinte publicou La mala reputació, um livro de narrativa breve, e no ano 2016 um novo livro de relatos, Vents més salvatges.

## Obra
- Tina Frankens: que la vida ens sigui veritat (Barcelona: Fanbooks, 2018)
- Les heroïnes contrataquen: models literaris contra l'universal masculí a la literatura infantil i juvenil (Lleida: Pagès, 2011)
- Una terra solitària (Barcelona: Empúries, 2011)
- La mala reputació (Barcelona: Proa, 2012)
- Vides mínimes (Barcelona: Llibres Artesans, 2014)[8]
- Passions mínimes (Barcelona: Llibres Artesans, 2014)[9]
- Vents més salvatges (Barcelona: Empúries, 2016)[10]
- Vides aturades (Badalona: Ara Llibres, 2017)[11]
- Feminisme de butxaca: kit de supervivència (Barcelona: Angle, 2017)[12]